# Судебный прецедент
Суде́бный прецеде́нт (от лат. praecedens, род.п. praecedentis «предшествующий») — решение определённого суда по конкретному делу, имеющее силу источника права (то есть устанавливающее, изменяющее или отменяющее правовые нормы). 
Прецедентом являются решения, вынесенные по аналогичному делу, разрешённому в рамках аналогичного производства. Прецедент — случай или событие, которое имело место в прошлом и является примером или основанием для аналогичных действий в настоящем. Судебный прецедент — решение высшего судебного органа по определённому делу, которое в дальнейшем является обязательным для судов при разрешении аналогичных дел.

## Происхождение

### Древний период
Как источник права прецедент известен с древнейших времён (см. дело об убийстве в Ниппуре). В первых государствах (Вавилон, Древний Египет и других) уже на основе судебной практики писались первые сборники законов. В Древнем Риме в качестве прецедентов выступали эдикты (устные заявления) или решения по конкретным делам преторов и других магистратов. Первоначально они имели обязательную силу при рассмотрении аналогичных дел лишь для самих магистратов, их принявших, и лишь в течение определённого срока, однако постепенно наиболее удачные эдикты приобрели устойчивый характер и постепенно сложились в систему общеобязательных норм под названием преторского права (jus honorarium).

### Средние века
Классическое прецедентное право появилось в Англии. После того, как Вильгельм I Завоеватель захватил Англию в 1066 году, создаются королевские разъездные суды, которые от имени Короны решали дела с выездом на места. Вырабатывавшиеся судьями решения брались за основу другими судебными инстанциями при рассмотрении аналогичных дел. С XIII века зародилась сама теория прецедентного права. На смену разрозненным местным актам приходит общее для всей страны право. Так стала складываться единая система прецедентов, общая для всей Англии, получившая название «общее право». Начиная с XIV века складывается ещё одна ветвь — право справедливости лорд-канцлера.

### Современность
После английской революции XVII века прецедентное право развивалось и дальше, и даже превосходило статутное право. С конца XVIII века складываются правовые семьи. В странах англосаксонской правовой семьи прецедент является основой правовой системы, в некоторых других странах (например, Франции) прецеденты используются для восполнения пробелов в законодательстве.
В Англии и Уэльсе судебная реформа 1873—1875 годов объединила общее право и право справедливости в единое прецедентное право. Тем не менее полного соединения этих двух систем не произошло до сих пор. После этой реформы обязательными решениями стали решения Палаты лордов, Апелляционного суда и Высокого суда. Существует иерархия прецедентов, согласно которой решения, принятые вышестоящими судами в Англии и Уэльсе, обязательны для нижестоящих в использовании при аналогичных ситуациях (stare decisis).
В XX веке произошло дальнейшее ослабление права прецедента в Англии. По заявлению лорда-канцлера в 1966 году, Палата лордов не связана своими прецедентами и может не придерживаться своих прежних решений. Палата лордов на будущее отказалась от этого правила в случаях, когда особые соображения требуют достаточно умеренно использовать это нововведение. Она отрицательно отнеслась к тому, что Апелляционный суд отказался следовать одному из своих решений, считая, что суд поступил так по невнимательности.
Если норма закона противоречит норме прецедента, то используется положение закона, хотя обычно законы «не могут быть использованы, пока их положения не разъяснены судами». Так, в Англии принято ссылаться не на самого себя, а на ситуацию, в котором он использован. В силу неоднозначности трактовки многих решений такая система создаёт весьма широкий простор для судейского усмотрения.

## Структура
Прецедент состоит (самый распространённый подход) из необходимой основы решения (ratio decidendi — само правило, что формирует правовую норму) и из попутно сказанного (obiter dictum — другие обстоятельства дела, обосновывающие решение). Сам судья не определяет, что в решении — ratio decidendi, а что — obiter dictum — это делает другой судья, устанавливая, является ли данное решение прецедентом для дела, которое он рассматривает. Принцип судебного прецедента применяется в части ratio decidendi, тогда как часть obiter dictum не имеет обязательной силы.
Английские судебные решения цитируются так — Read v. Lyons (1947) А. С. 156: Рид — истец, Лайонс — ответчик. Буква «v.», разделяющая эти имена, — сокращенное от лат. versus — «против». Дальнейшие данные указывают, что решение помещено в сборнике «Law Reports» в серии «Appeal cases» (решения Апелляционного суда) в томе, изданном в 1947 году, на странице 156 и след.
Американские судебные прецеденты цитируются схожим образом.

## В России
В России прецедент официально не является источником права, хотя на практике решения вышестоящих судов часто принимаются во внимание при разрешении споров. Роль прецедента в некотором смысле выполняют постановления Пленумов Верховного суда по отдельным вопросам правоприменения. Руководящая роль толкования правовых норм в данных постановлениях, а также Обзоров судебной практики, утверждённой Президиумом Верховного суда России, закреплена статьёй 126 Конституции России. Кроме того, судебный прецедент предыдущих решений прямо закреплён в конституционном судопроизводстве федеральным конституционным законом «О Конституционном суде Российской Федерации» (ст. 43 ч. 3, ст. 47.1. и ст. 75 п. 9) и законами об уставных (конституционных) судах субъектов Российской Федерации. Необходимо отметить, что в силу ст. 15 ч. 4 Конституции России, законов о ратификации положений и протоколов Европейской конвенции о защите прав человека и основных свобод, суды Российской Федерации обязаны руководствоваться толкованиями Конвенции, изложенными в решениях (постановлениях) Европейского суда по правам человека при вынесении собственных решений, что придаёт им характер судебного прецедента. В качестве судебных прецедентов могут рассматриваться и акты Конституционного Суда Российской Федерации, в положениях которых содержатся обязательные к применению толкования права.
Однако в последнее время в российской правовой науке ведутся бурные дискуссии на предмет того, что право судебного прецедента могло бы стать самостоятельным источником права в России. Необходимость судебного прецедента мотивируется обязанностью высших судебных органов в части обеспечения единства судебной практики (ч. 3 ст. 377 и ст. 389 (Статья утратила силу. Федеральный закон от 9 декабря 2010 г. № 353-ФЗ) Гражданского процессуального кодекса Российской Федерации), или, иначе единообразия в толковании и применении судами норм права (п. 1 ст. 304 Арбитражного процессуального Кодекса Российской Федерации). Единство (единообразие) же, по мнению апологетов судебного прецедента в России, есть средство обеспечения равенства всех перед законом и судом (ч. 1 ст. 19 Конституции Российской Федерации).
Оппоненты возражают, указывая на то, что феномен единства (единообразия) не является однозначным, что для введения права судебного прецедента необходимо вносить изменения в Конституцию Российской Федерации, в ст. 120 которой записано о том, что судьи независимы и подчиняются только Конституции и федеральному закону. Кроме того, полномочия в части обеспечения единства (единообразия) судебной практики не мотивированы текстом Конституции, в ст. 126 которой установлена обязанность судов в части разъяснений судебной практики, но не в части обеспечения её единства.

## На Украине
В правовой практике Украины юридический прецедент носит производный по отношению к иным источникам права характер. Различают так называемые прецеденты толкования (нормативные интерпретационные акты) и судебный прецедент. Прецеденты толкования создаются Конституционным судом Украины, Верховным судом Украины, Высшим хозяйственным судом Украины. Данные акты обладают некоторыми признаками нормативных, однако не являются самодостаточными и действуют лишь до тех пор, пока действует акт, с интерпретацией которого связаны соответствующие прецеденты. Судебный прецедент (своеобразным вариантом которого выступает обобщение судебной практики) официально  признан как источник права. Однако фактически его роль в последние десятилетия значительно возрастает. Всё чаще при разрешении конкретных дел правоприменители ссылаются на решения высших судебных инстанций.

## В Израиле
В Израиле действие судебного прецедента определено в Основном законе о порядке судопроизводства 1984 года. Различают прецедент, имеющий обязательную силу, и прецедент, имеющий рекомендательный характер. Прецедентные решения суда имеют рекомендательный характер для судов низшей инстанции, прецедентные решения Верховного суда обязательны для всех судов, кроме него самого.